# Wriggles
Wriggles  es un grupo musical muy popular en Francia. Se distinguen por sus textos humorísticos, su particularidad instrumental (sólo usan una guitarra y sus voces) y sus conciertos pensandos como espectáculos (mezclando música, teatro y mimo).

## Discografía
CD:
- Justice avec des saucisses (1997)
- Les Wriggles partent en live (1999)
- Ah bah ouais mais bon (2002)
- Moi d'abord (2005)
- Le Best Of (2006)
- Tant pis ! Tant mieux ! (2007)

DVD:
- Les Wriggles à la Cigale (2003)
- Les Wriggles: Acte V au Trianon (2005)